# Quercus oxyphylla
Quercus oxyphylla — вид рослин з родини букових (Fagaceae), зростає у Китаї.

## Опис
Це велике вічнозелене дерево 20–22 метрів заввишки; стовбур до 50 см у діаметрі. Гілочки з жовто-коричневим зірчастим запушенням. Листки плоскі, тонкі, довгасті, 5–10 × 2–6 см; основа субсерцеподібна; верхівка злегка загострена; край цілий, іноді зубчастий біля верхівки; низ запушений, стає голим; ніжка зі щільними жовтувато-коричневими зірчастими волосками, 5–15 мм. Період цвітіння: травень — червень. Жіночі суцвіття завдовжки 2 см, з запушеною віссю. Жолуді поодинокі або парні, яйцюваті, завдовжки 15–25 мм, верхівка запушена; чашечка завдовжки 5 мм, вкриває 1/2 горіха; дозрівають другого року у вересні — жовтні.

## Середовище проживання
Зростає на півночі, півдні та південному сході Китаю у змішаних тропічних лісах, на висотах від 200 до 2000 метрів.

## Використання й загрози
Точне використання невідоме, але дерево може бути вразливим до видобутку деревини. Загрозами також можуть бути перетворення земель для сільського господарства та урбанізація в регіоні.